# 德米特里夫卡 (卡贊卡區)
47°57′37″N 32°44′34″E / 47.96028°N 32.74278°E
德米特里夫卡（烏克蘭語：Дмитрівка）是位於烏克蘭南部尼古拉耶夫州裏巴什坦卡區的村莊，始建於1880年，面積1.05平方公里，海拔高度128米，2001年人口358，人口密度每平方公里341人。